# 衝撃のファースト・タイム
「衝撃のファースト・タイム」（"Feels Like the First Time"）は、イギリス・アメリカのロックバンドのフォリナーのデビューシングルである。ミック・ジョーンズによって書かれたこの曲は1977年にバンドのデビューアルバム『栄光の旅立ち』より発売された。Billboard Hot 100では4位だった。

## 背景
ジョーンズは後にフォリナーとなるバンドを結成する際に「衝撃のファースト・タイム」を書いた。ジョーンズは「僕が1人で書き始めたんだ。いつの間にか2、3曲出来ていて、これをどうしようかと考えていた。その中の1曲が『衝撃のファースト・タイム』だったんだ」と述べている。
ジョーンズはさらに「『衝撃のファースト・タイム』は僕の人生のちょっとした変化があったときに書かれたんだ。僕はフランスで出会った誰かとの結婚から抜け出していた。イギリスに戻り、スプーキー・トゥースというバンドで活動し、そしてアメリカに渡った。僕にとってそれは人生の新たなスタートを切るための挑戦だった。（中略）僕にとって、それは新たなスタートを意味していたんだ。誰かと出会った、再婚して、一緒にアメリカに移住した。そんな経験を描いた曲なんだ」と語った。

## 評価
『オールミュージック』の評論家のデニス・サリヴァンは「70年代のコーポレート・ロックのヒット曲の中でも典型的で汎用的で、評論家に嫌われていた」にもかかわらず、「爆発的な人気」があったと説明している。サリヴァンはその人気の理由の1つとして、「ハードヒット」するスネアドラム、「レイヤー化された楽器、拳を突き上げるようなギターリフ」など、ヘヴィメタルとMORロックの橋渡をしていることを挙げている。彼女はリードシンガーのグラムを「青写真のようなメタル・スクリーマーのヴォーカル・パフォーマンス」と評している。
『ビルボード』誌はこの曲を「ダイレクトでハッピーな愛の歌詞」を持った「センスフルなハイエナジーロック」と評した。『ビルボード』はギターの「ブーミング」とグラムのリードヴォーカルが「激しくはあるがコントロールされている」と評した。『アルティメット・クラシック・ロック』の評論家のマット・ワードロウは「衝撃のファースト・タイム」をフォリナーで7番目に素晴らしい曲と格付け、「結婚し、アメリカに渡り、大成功を収めることになるロックンロール・バンドを始めた」ジョーンズの新たな始まりが表現されていると評した。『クラシック・ロック・ヒストリー』の評論家のジャニー・ロバーツは「衝撃のファースト・タイム」をフォリナーで史上最高の曲と位置づけた。

## ポップカルチャーでの使用
2010年、リズムゲーム『Guitar Hero: Warriors of Rock』の収録のために「衝撃のファースト・タイム」は再録音された。
この曲は2012年の映画『マジック・マイク』の最後や『ピッチ・パーフェクト』のトレブルメーカーズのリフ・メドレーの場面で使用された。他にも2013年の『俺たちニュースキャスター 史上最低!?の視聴率バトルinニューヨーク』や2017年『アイ,トーニャ 史上最大のスキャンダル』でも使用され、さらに2021年の『エターナルズ』のエンドクレジットでも流された。2020年のNetflix映画『スペンサー・コンフィデンシャル』では大幅に編集されたバージョンが使用された。

## チャート成績

### 週間チャート
| チャート (1977)                   | 最高 順位 |
| --------------------------------- | --------- |
| オーストラリア (KMR)              | 41        |
| カナダ RPM トップ・シングル       | 7         |
| イギリス                          | 39        |
| アメリカ合衆国 Billboard Hot 100  | 4         |
| アメリカ合衆国 Cash Box トップ100 | 5         |

### 年間チャート
| チャート (1977)                  | 順位 |
| -------------------------------- | ---- |
| カナダ                           | 79   |
| アメリカ合衆国 Billboard Hot 100 | 31   |
| アメリカ合衆国 Cash Box          | 34   |

## パーソネル
- ルー・グラム – リードヴォーカル
- ミック・ジョーンズ – リードギター、バッキングヴォーカル
- イアン・マクドナルド – リズムギター、バッキングヴォーカル
- アル・グリーンウッド（英語版） – キーボード、ハモンドオルガン、シンセサイザー
- エド・ガグリアルディ（英語版） – ベースギター、バッキングヴォーカル
- デニス・エリオット（英語版） – ドラム